# 山中幸義
山中 幸義（やまなか ゆきよし、1849年3月12日（嘉永2年2月18日）- 1899年（明治32年）3月19日）は、明治期の内務官僚、政治家。貴族院多額納税者議員。幼名・麟趾、麟司。

## 経歴
豊前国宇佐郡、のちの大分県宇佐郡高家村（四日市町を経て現宇佐市）で山中柳平の四男として生まれ、従兄弟・山中幸左衛門の養子となる。
漢籍を鷺海量容、広瀬林外に師事した。1868年（明治元年）澤宣嘉九州鎮撫総督が長崎に着任後、それに従い戊辰戦争に従軍した。その後、慶應義塾で学んだ。
1873年（明治6年）6月、司法省十三等出仕となり、同年7月、権少解部に就任。1874年（明治7年）3月、内務省に転じ新治県少属となる。以後、茨城県少属、千葉県少属、同県三等警部権中属、六等警視属、内務五等属、検事補、内務属判任官二等などを歴任。1884年（明治17年）9月、三重県安濃郡長兼奄芸・河曲郡長に就任。その後、山梨県警部長、和歌山県警部長、大分県警部長を務め、1897年（明治30年）5月に退官した。
1897年9月、農工銀行設立委員に就任。同年5月、貴族院多額納税者議員選挙で互選され、同年9月29日に就任し、1899年の第13回帝国議会会期中に倒れ、東京の宿舎で同年3月に死去した。